# Elliot Van Strydonck
Elliot Van Strydonck, né le 21 juillet 1988, est un joueur de hockey sur gazon international belge évoluant au poste de défenseur au Royal Léopold Club.

## Palmarès
- 2e aux Jeux olympiques d'été de 2016